# Limp Bizkit
Limp Bizkit – amerykański zespół muzyczny wykonujący muzykę głównie z gatunku nu metal i rap metal, założony w 1994 roku w Jacksonville na Florydzie. Zespół ma niemałe zasługi w rozwoju nu metalu/rap metalu, do którego przyczynił się przełomowymi albumami Significant Other (1999) i Chocolate Starfish and the Hot Dog Flavored Water (2000). Wylansował przy tym liczne przeboje, tj. np. „Counterfeit”, „Faith”, „Nookie”, „Break Stuff”, „Rollin’ (Air Raid Vehicle)” i „Behind Blue Eyes”. Limp Bizkit sprzedał ponad 40 milionów egzemplarzy swoich albumów na całym świecie, był trzykrotnie nominowany do nagrody Grammy i zdobył wiele innych nagród.

## Historia

### Lata 1994–1998: Formowanie zespołu,Three Dollar Bill, Y’All$

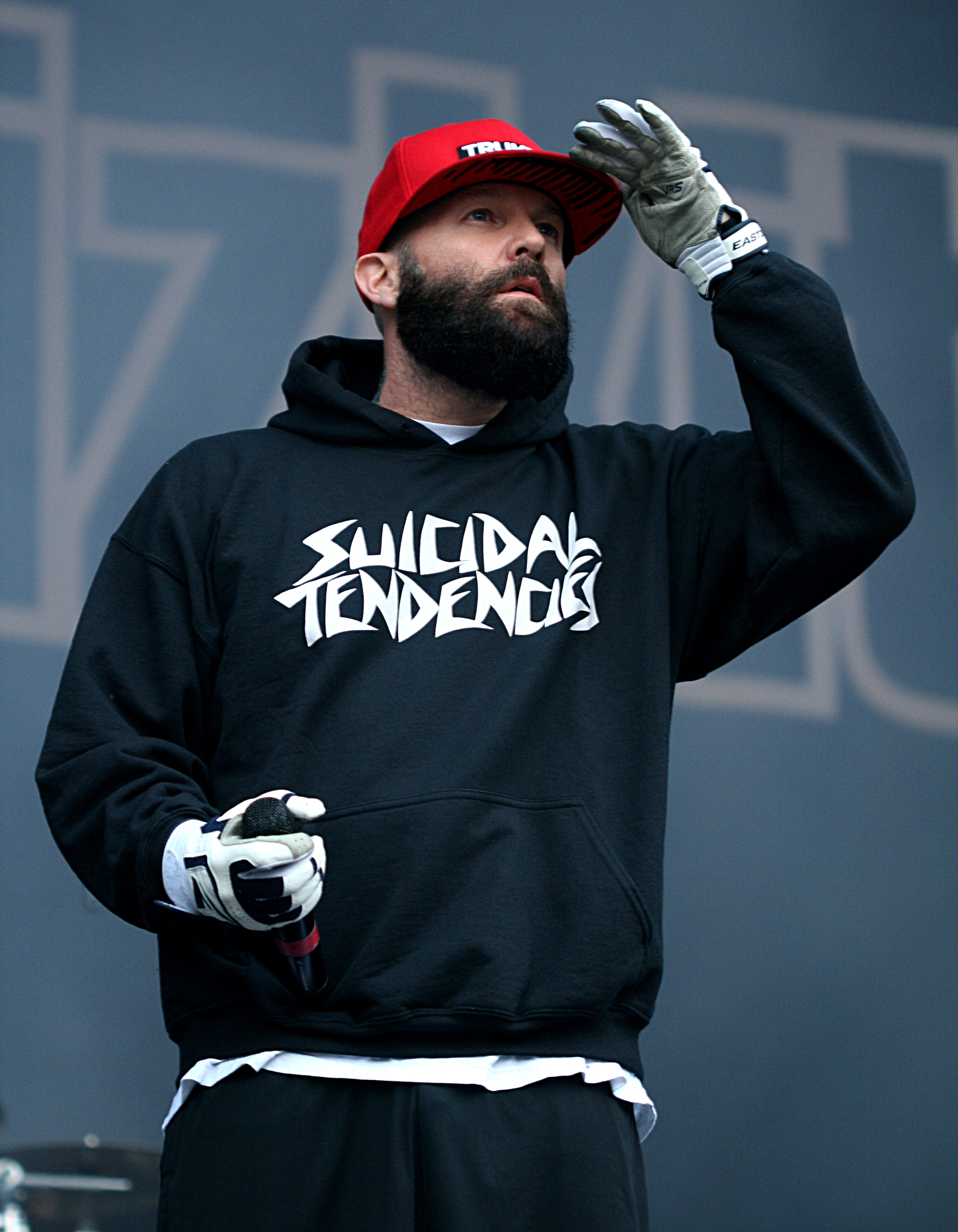
Fred Durst, 2013

Zespół Limp Bizkit został założony w 1994 roku w Jacksonville na Florydzie przez wokalistę Freda Dursta i jego przyjaciela, basistę Sama Riversa. Niedługo później, w tym samym roku, do zespołu dołączył kuzyn Riversa, perkusista John Otto oraz gitarzysta Rob Waters (z Watersem w składzie zespół nagrał swoje pierwsze demo, Mental Aquaducts). W 1995 roku Roba Watersa zastąpił Wes Borland. Przez krótki okres w 1995 roku w zespole znajdował się także gitarzysta Terry Balsamo, który ostatecznie zasilił szeregi innej formacji z Jacksonville, Cold. W 1996 roku w grupie znalazł się DJ Lethal, zajmujący się turntablizmem. Nazwa zespołu pochodzi od gry zwanej limp biscuit, która jest elementem inicjacji niektórych amerykańskich bractw uczelnianych (ang. fraternities). Z innych źródeł wynika, iż podczas rozmowy Freda Dursta z jego znajomym padło stwierdzenie „mój mózg jest jak zmiękły biszkopt” (ang. „limp biscuit”). Wokaliście przypadło to do gustu i taką nazwę przyjął zespół (zmieniono jedynie pisownię słowa „biscuit” na „bizkit”).
Przy okazji występów zespołu KoЯn w okolicach Jacksonville w 1995 roku, jego basista Reginald „Fieldy” Arvizu zrobił sobie kilka tatuaży u Dursta (wówczas pracującego jako tatuator) i obaj zostali przyjaciółmi. Następnym razem, gdy KoЯn znów koncertował w okolicy, jego muzycy wzięli jedną z wydanych w latach 1995–1996 taśm demo Limp Bizkit, który przy tym zdążył zyskać popularność na undergroundowej scenie muzycznej w Jacksonville, i byli pod takim wrażeniem, że przekazali ją swojemu producentowi, Rossowi Robinsonowi. Głównie dzięki wytworzonemu wokół Limp Bizkit rozgłosowi werbalnemu, zespół został wybrany do uczestnictwa w trasie koncertowej z grupami House of Pain i Deftones. Podpisawszy kontrakt z Flip Records, podmiotem zależnym wytwórni Interscope Records, w 1997 roku zespół wydał debiutancki album studyjny, Three Dollar Bill, Y’All$, który w samych Stanach Zjednoczonych do czerwca 1999 roku sprzedał się w nakładzie 1,8 miliona egzemplarzy, dzięki czemu uzyskał status platynowej płyty. Promowały go single „Counterfeit”, „Sour” i „Faith”, będący coverem piosenki George’a Michaela. W połowie 1998 roku Limp Bizkit stali się jednym z najbardziej cieszących się zainteresowaniem zespołów na rozkwitającej scenie rap metalowej, co pomogło im także w udziale w większej liczbie tras koncertowych – tym razem z Faith No More, a później z Primus – a ponadto zapewniło występ w pokazie Spring Break '98 Fashion Show telewizji MTV. Jednak największe przełamanie w karierze zespołu stanowił udział w letniej trasie Family Values Tour 1998, który znacznie podniósł rangę grupy.

### Lata 1999–2001:Significant OtheriChocolate Starfish and the Hot Dog Flavored Water

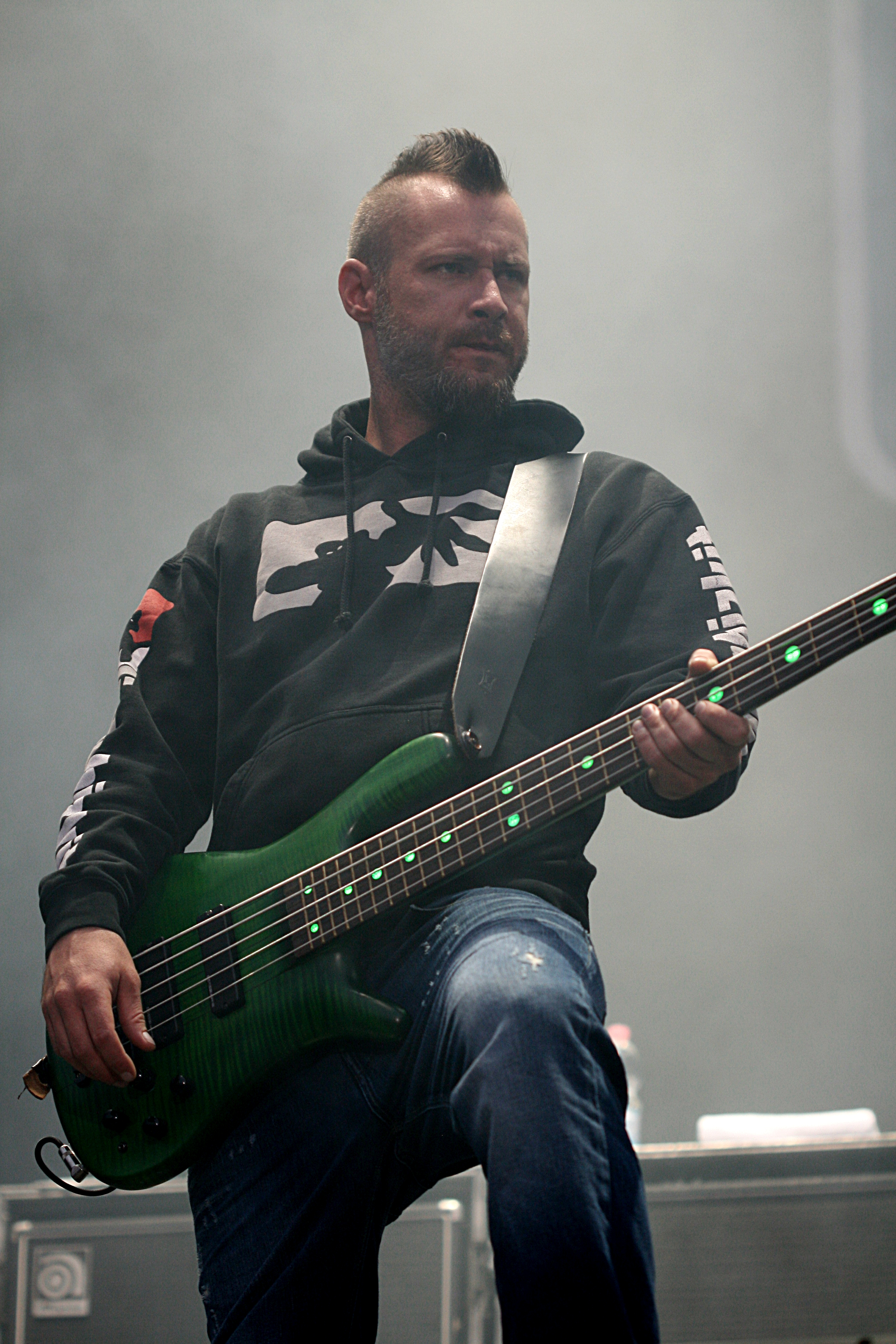
Sam Rivers, 2013

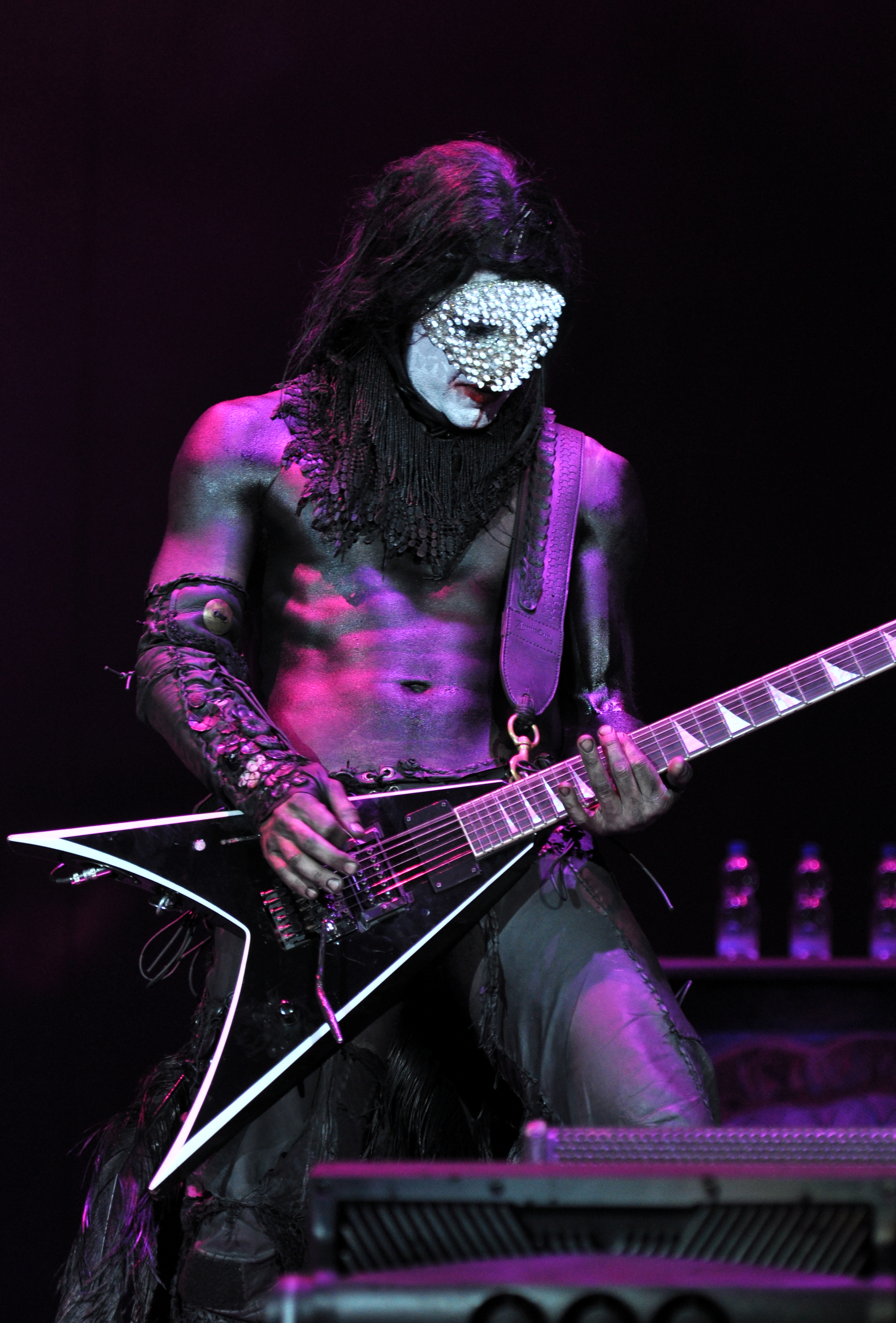
Wes Borland, 2013

Długo oczekiwany drugi album Limp Bizkit, Significant Other, został wydany w czerwcu 1999 roku i do spółki z towarzyszącym mu teledyskiem do jednego z promujących go singli, „Nookie” (w 2000 roku był nominowany do nagrody Grammy w kategorii Best Hard Rock Performance; oprócz niego album promowały jeszcze single „Re-Arranged”, „N 2 Gether Now” i „Break Stuff” – teledysk do niego zdobył nagrodę w kategorii Best Rock Video na gali MTV Video Music Awards), uczynił z zespołu supergwiazdy. Significant Other zadebiutował na pierwszym miejscu amerykańskiej listy przebojów i do końca roku sprzedał się w ponad czterech milionach egzemplarzy w Stanach Zjednoczonych (do 2011 roku sprzedał się w co najmniej szesnastu milionach egzemplarzy na całym świecie), prześcigając poprzedni album w liczbie otrzymanych platynowych certyfikatów. Był ponadto nominowany do nagrody Grammy w kategorii Best Rock Album. W międzyczasie, na początku lipca 1999 roku, Fred Durst został wybrany na stanowisko starszego wiceprezesa w Interscope Records. Jednak niemałym cieniem na wielkim sukcesie Limp Bizkit położyły się kontrowersje wynikłe z jego występu na festiwalu Woodstock 1999. W trakcie festiwalu miały miejsce liczne zamieszki i napaści na tle seksualnym, a Fred Durst został ostro skrytykowany za podżeganie zgromadzonego pod sceną tłumu do takich zachowań. Podczas występu jego zespołu, w trakcie tzw. moshu zgłoszono co najmniej jeden gwałt (oprócz wielu innego rodzaju obrażeń), a gdy sytuacja zaczęła wymykać się spod kontroli, organizatorzy festiwalu podjęli decyzję o przerwaniu występu Limp Bizkit w połowie. I chociaż niesławne zamieszki pod koniec festiwalu miały miejsce dzień po występie zespołu, grupa i tak została obwiniona przez media o wywołanie iskry rozpalającej niestabilną atmosferę. Mimo to Limp Bizkit był główną gwiazdą trasy Family Values Tour 1999, a sam Durst trafiał na pierwsze strony gazet w związku z okresowymi starciami z członkami innych zespołów uczestniczących w trasie.
W 2000 roku Fred Durst dał się poznać jako jeden z najbardziej zagorzałych zwolenników handlu muzyką online i wraz z Limp Bizkit wyruszył na bezpłatną trasę koncertową sponsorowaną przez Napster, oprogramowanie pozwalające na wyszukiwanie, zakup oraz pobieranie plików mp3. 17 października tego roku wydany został trzeci album zespołu, Chocolate Starfish and the Hot Dog Flavored Water, który tak jak poprzednik odniósł mainstreamowy sukces. Zadebiutował na pierwszym miejscu amerykańskiej listy przebojów, sprzedając się w Stanach Zjednoczonych w ponad milionie egzemplarzy w pierwszym tygodniu – do dziś (stan na 2022 rok) jest to największy debiut albumu rockowego w pierwszym tygodniu od rozpoczęcia ery Nielsen SoundScan w 1991 roku. Album był promowany przez pięć singli: „Take a Look Around”, „My Generation”, „Rollin’ (Air Raid Vehicle)”, „My Way” i „Boiler”. Utwór „Take a Look Around” znalazł się na ścieżce dźwiękowej mającego premierę w maju 2000 roku filmu Mission: Impossible II i był również wsparciem promocyjnym tego filmu, przy okazji torując drogę do sukcesu nadchodzącego albumu. Piosenka stała się wielkim przebojem w dorobku zespołu, osiągając czołowe miejsca na różnych rockowych listach przebojów i otrzymując nominację do nagrody Grammy w kategorii Best Hard Rock Performance. W 2000 roku zespół był nominowany do nagrody w kategorii Najlepszy wykonawca rock na gali MTV Europe Music Awards. Z kolei w 2001 roku zdobył nagrodę w kategorii Best Rock Video na gali MTV Video Music Awards za teledysk do „Rollin’ (Air Raid Vehicle)”. Niedługo po wydaniu albumu, w 2001 roku, z Limp Bizkit odszedł Wes Borland, a zespół długo szukał nowego gitarzysty o porównywalnej wartości – wreszcie, w 2002 roku, przyjął w swoje szeregi Mike’a Smitha. Wcześniej, w styczniu 2001 roku, Limp Bizkit zagrał na festiwalu Big Day Out w Sydney w Australii, na którym w trakcie jego występu 16-letnia Jessica Michalik została zgnieciona podczas zabawy pod sceną, wskutek czego doznała asfiksji i zmarła w szpitalu. Zespół kilkakrotnie przerywał występ a Fred Durst prosił zgromadzony tłum o uspokojenie się. Kiedy doszło do zdarzenia z Michalik, grupa przestała grać na 20 minut i chciała nawet całkowicie przestać grać, ale funkcjonariusze policji na miejscu zdarzenia obawiali się możliwych zamieszek wśród 20-tysięcznego tłumu. Później zespół wycofał się z objazdowego festiwalu, twierdząc, że nie ma zaufania do jego organizatorów. W listopadzie 2001 roku zespół został nagrodzony w kategoriach Najlepszy album, Najlepszy zespół i Najlepsza strona internetowa na gali MTV Europe Music Awards. 4 grudnia tego roku Limp Bizkit wydał album New Old Songs, zawierający remiksy przebojów z trzech pierwszych albumów studyjnych.

### Lata 2003–2011:Results May VaryiGold Cobra, przerwa w działalności

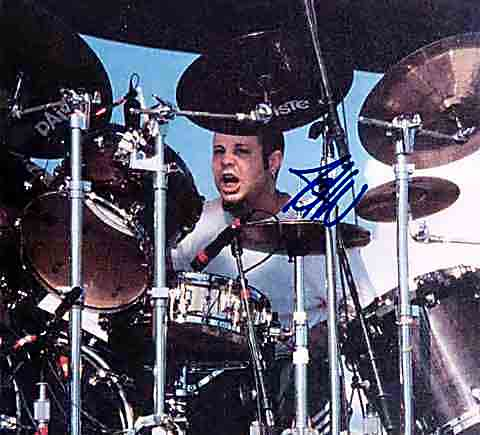
John Otto, 2006

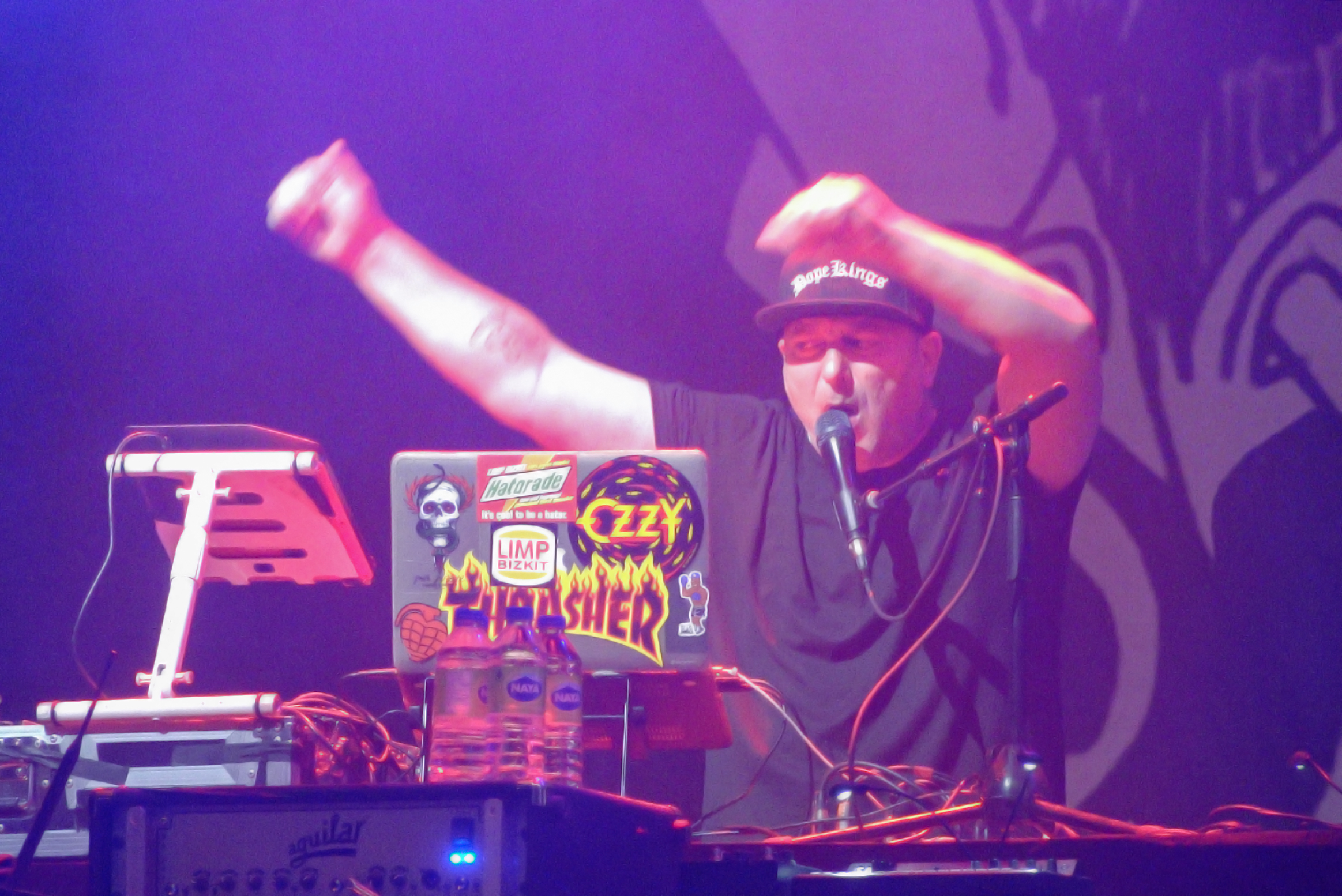
DJ Lethal, 2019

Latem 2003 roku Limp Bizkit wraz z zespołami Linkin Park, Deftones i Mudvayne brał udział w trasie koncertowej zespołu Metallica, Summer Sanitarium Tour. 23 września 2003 roku ukazał się czwarty album Limp Bizkit, Results May Vary, który zajął trzecie miejsce na liście Billboard 200 w Stanach Zjednoczonych i ostatecznie pokrył się platyną. Wydawnictwo stanowiło znaczącą zmianę w brzmieniu i stylu Limp Bizkit. Promowały je single „Eat You Alive” i „Behind Blue Eyes”, będący coverem utworu z repertuaru zespołu The Who. „Behind Blue Eyes” w wykonaniu Limp Bizkit stał się wielkim hitem komercyjnym, dochodząc do piątego miejsca na liście Billboard Modern Rock Tracks. Trafił ponadto na ścieżkę dźwiękową filmu Gothika. W 2004 roku Wes Borland powrócił do Limp Bizkit i rok później zespół wydał minialbum The Unquestionable Truth (Part 1), na którym na perkusji oprócz Johna Otto zagrał także Sammy Siegler. Zespół postanowił w ogóle nie promować wydawnictwa – nie powstały żadne teledyski ani single, nie licząc wypuszczonego do internetu nagrania pokazującego grupę w trakcie wykonywania pochodzącej z albumu piosenki „The Truth” w studiu.
Niedługo po wydaniu The Unquestionable Truth (Part 1), w 2005 roku, grupa wydała jeszcze Greatest Hitz, kompilację zawierającą największe przeboje z czasów świetności oraz album wideo Greatest Videoz, po czym zawiesiła działalność i przez 3 lata nie grała żadnych koncertów. Wes Borland znów opuścił szeregi Limp Bizkit na rzecz swojego projektu Black Light Burns, a na stronie zespołu od czasu do czasu pojawiały się informacje o pracy w studiu. 31 marca 2008 roku do sprzedaży trafił album koncertowy Rock im Park 2001, zaś 12 maja tego roku ukazała się druga kompilacja zespołu, Collected. 12 lutego 2009 roku zespół oficjalnie ogłosił swój powrót w oryginalnym składzie, m.in. dlatego, gdyż, jak napisali członkowie we wspólnym oświadczeniu dla mediów, „doszli do wniosku, że są bardziej zniesmaczeni i znudzeni stanem ciężkiej muzyki popularnej niż sobą nawzajem”. Zespół ogłosił również rozpoczęcie na wiosnę trasy koncertowej po krajach Europy, obejmującej występy na festiwalach i dużych wydarzeniach, m.in. Rock am Ring i Rock im Park w Niemczech.
24 czerwca 2009 roku zespół wystąpił na Szczecin Rock Festiwal. Był to pierwszy koncert Limp Bizkit w Polsce. W sierpniu 2009 roku zespół uzyskał nagrodę Kerrang! Hall of Fame Award na gali Kerrang! Awards. 9 października 2010 roku grupa wystąpiła w klubie Stodoła w Warszawie. Szósty album grupy został wydany 28 czerwca 2011 roku pod tytułem Gold Cobra. Nagrania z albumu zadebiutowały na 44. miejscu listy OLiS w Polsce. Album promowały single „Gold Cobra” i „Shotgun”. 19 lipca 2011 roku zespół wydał trzecią kompilację, zatytułowaną Icon.

### Od 2011: Zakończenie współpracy z Interscope Records,Still Sucks
Ze względu na niską sprzedaż płyty Gold Cobra w Stanach Zjednoczonych (zgodnie z danymi Nielsen SoundScan, do grudnia 2011 roku sprzedało się tylko 63 000 egzemplarzy), zespół w 2011 roku zakończył współpracę z wytwórnią Interscope Records. Po podpisaniu w 2012 roku umowy z Cash Money Records rozpoczęły się prace nad nowym albumem zatytułowanym Stampede of the Disco Elephants. Na początku 2012 roku w wyniku nieporozumień z zespołu odszedł DJ Lethal. 11 października 2012 roku muzyk powrócił do Limp Bizkit po nadaniu przeprosin do zespołu w serwisie Twitter. Jednakże wkrótce został ponownie zwolniony z zespołu. W 2015 roku z powodu problemów z kręgosłupem basista Sam Rivers został tymczasowo zastąpiony na koncertach przez 23-letniego Niemca Samuela Gerharda Mpungu. Rivers przez cały czas pozostawał oficjalnym członkiem Limp Bizkit i po rozwiązaniu swoich problemów zdrowotnych wrócił na stałe do koncertowania z zespołem, który w marcu 2019 roku zagrał koncert w swoim pierwotnym składzie
Mimo wielu trudności i różnicy zdań o kierunku jaki ma obrać projekt Stampede of the Disco Elephants, nowy album został wydany 31 października 2021 roku pod nazwą Still Sucks.

## Muzycy
| Obecny skład zespołu - Fred Durst – wokal prowadzący (1994–2005, od 2009) - Sam Rivers – gitara basowa, wokal wspierający (1994–2005, 2009–2015, od 2018) - John Otto – perkusja (1994–2005, od 2009) - Wes Borland – gitara, wokal wspierający (1995–2001, 2004–2005, od 2009) - DJ Lethal – gramofony (turntablizm), sampler, instrumenty klawiszowe, programowanie (1996–2005, 2009–2012, od 2017) |  |  | Byli członkowie zespołu - Rob Waters – gitara (1994) - Terry Balsamo – gitara (1995) - Mike Smith – gitara, wokal wspierający (2002–2004) |
| |  |  | |

Oś czasu

## Koncerty w Polsce
Pierwszy koncert zespołu w Polsce miał się odbyć 23 marca 2004 roku, w hali Spodek w Katowicach. Został jednak odwołany po fałszywej informacji, że w miejscu koncertu został podłożony ładunek wybuchowy.
Dopiero 24 czerwca 2009 roku Limp Bizkit zagrał pierwszy koncert w Polsce, w Szczecinie na Szczecin Rock Festiwal, w ramach europejskiej trasy koncertowej.
W październiku 2010 roku grupa wystąpiła w klubie Stodoła w Warszawie. Dwa lata później w czerwcu miał miejsce kolejny warszawski koncert zespołu, zorganizowany w ramach Ursynaliów 2012 na terenie kampusu SGGW.
15 czerwca 2014 roku wystąpili na warszawskim Orange Warsaw Festival, rok później, 7 czerwca, w Krakowie, w Hali Wisły, a 27 sierpnia 2016 roku zagrali we Wrocławiu, na festiwalu Capital of Rock.
23 marca 2025 roku zespół zagrał w Atlas Arenie w Łodzi koncert stanowiący część trasy LOSERVILLE.

## Dyskografia
Albumy studyjne
- 1997: Three Dollar Bill, Y’All$
- 1999: Significant Other
- 2000: Chocolate Starfish and the Hot Dog Flavored Water
- 2003: Results May Vary
- 2011: Gold Cobra
- 2021: Still Sucks

## Nagrody i wyróżnienia
| Rok  | Kategoria                    | Tytułem                                           | Nagroda                 | Nota      | Źródło |
| ---- | ---------------------------- | ------------------------------------------------- | ----------------------- | --------- | ------ |
| 2000 | Best Rock Album              | Significant Other                                 | Nagroda Grammy          | Nominacja | [ 17 ] |
| 2000 | Best Hard Rock Performance   | „Nookie”                                          | Nagroda Grammy          | Nominacja | [ 14 ] |
| 2001 | Best Hard Rock Performance   | „Take a Look Around”                              | Nagroda Grammy          | Nominacja | [ 18 ] |
| 2000 | Teledysk rockowy             | „Break Stuff”                                     | MTV Video Music Awards  | Laur      | [ 15 ] |
| 2001 | Teledysk rockowy             | „Rollin’ (Air Raid Vehicle)”                      | MTV Video Music Awards  | Laur      | [ 21 ] |
| 2000 | Najlepszy wykonawca rock     | Limp Bizkit                                       | MTV Europe Music Awards | Nominacja | [ 20 ] |
| 2001 | Najlepszy album              | Chocolate Starfish and the Hot Dog Flavored Water | MTV Europe Music Awards | Laur      | [ 23 ] |
| 2001 | Najlepszy zespół             | Limp Bizkit                                       | MTV Europe Music Awards | Laur      | [ 23 ] |
| 2001 | Najlepsza strona internetowa | www.limpbizkit.com                                | MTV Europe Music Awards | Laur      | [ 23 ] |
| 2009 | Kerrang! Hall of Fame Award  | Limp Bizkit                                       | Kerrang! Awards         | Laur      | [ 34 ] |